# Havannasyndromet
Havannasyndromet är en uppsättning medicinska symtom med okända orsaker som främst upplevs utomlands av amerikanska regeringstjänstemän och militär personal. Symtomen varierar i svårighetsgrad från smärta och tinnitus till kognitiva svårigheter och rapporterades första gången 2016 av amerikanska och kanadensiska ambassader i Havanna på Kuba. 
Från och med 2017 rapporterade fler människor, inklusive amerikansk underrättelsetjänst och militär personal och deras familjer, att de hade dessa symtom på andra platser, såsom Kina, Europa och Washington DC.

## Teorier
Det amerikanska utrikesdepartementet har hänvisat till händelserna som "oförklarliga hälsotillbud".
Den amerikanska underrättelsetjänsten har inte nått ett samförstånd om eller ett formellt beslut om orsaken till Havannasyndromet, även om amerikanska underrättelsetjänster och regeringstjänstemän har uttryckt misstankar till media att den ryska militära underrättelsetjänsten är ansvarig. William Burns, chef för CIA, har kallat händelserna för "attacker".
Andra teorier om orsaken till symtomen är bland annat masspsykos.
2024 hävdade en granskning av tidningen The Insider, tyska Der Spiegel och CBS ”60 minutes” att syndromet kan kopplas till den ryska underrättelsegruppen 29155.